# Milan Uherek
Milan Uherek (* 23. Dezember 1925 in Bzenec, Tschechoslowakei; † 9. August 2012 in Nová Paka) war ein tschechischer Chorleiter, Musikpädagoge und Komponist.

## Werdegang
Uherek studierte Musik, Philosophie und Tschechische Literatur an der Masaryk-Universität sowie Komposition (bei Vilém Petrželka), Chorleitung (bei Vilém Steinman) und Klavier an der Janáček-Akademie für Musik und Darstellende Kunst Brünn (JAMU). Ab 1953 war er Direktor und Chorleiter an der Oper des Nordböhmischen Theaters in Liberec. Mit seiner Frau Jiřina Uherková gründete er 1958 den Kinderchor Severáček, den er bis 1998 leitete. Der Chor wurde einer der bedeutendsten Schulchöre der Tschechischen Republik und hatte auch im Ausland, u. a. in den meisten Staaten Europas, den USA, Syrien und Jordanien, erfolgreiche Auftritte. Uherek bereicherte die Literatur für Kinderchöre um viele Originalkompositionen und Arrangements, die er für seinen Chor schrieb, darunter die Liedzyklen Vrabčí písničky, Hrátky se zvířátky, Od jara do zimy und Jarní trojlístek. 1998 wurde er mit dem František-Lýsek-Preis ausgezeichnet, 2001 mit dem Preis des tschechischen Kultusministeriums.